# رنف عال
رنف عال أو رنف أبيض أو رنف أصفر أو شجرة البهجة أو زهرة الطاووس القشدية(الاسم العلمي: Delonix elata)، شجرة مُزهرة من فصيلة البقولية. أعطانها في شرق أفريقيا الاستوائية، مصر، السودان، جيبوتي، إثيوبيا، الصومال، أوغندا، كينيا، تنزانيا، السعودية، سلطنة عمان، الهند، اليمن.
تعتبر شجرة الرنف من الأشجار المعمرة، وتدوم أزهارها نحو ثلاثة أشهر، وهي ذات رائحة عطرية فواحة.  تصلح لتشجير الشوارع والمتنزهات والحدائق العامة والافنية.     